# Омеликово
Омеликово — деревня в Усть-Кубинском районе Вологодской области.
Входит в состав Заднесельского сельского поселения, с точки зрения административно-территориального деления — в Заднесельский сельсовет.
Расстояние по автодороге до районного центра Устья — 19,5 км, до центра муниципального образования Заднего — 1,5 км. Ближайшие населённые пункты — Шихово, Стафилово, Заднее.
По данным переписи в 2002 году постоянного населения не было.